# Freden i Novgorod (1557)
 For alternative betydninger, se Freden i Novgorod. (Se også artikler, som begynder med Freden i Novgorod)
Freden i Novgorod sluttet den 2. april 1557 afsluttede store russiske krig mellem Sverige under Gustav Vasa og Rusland under Ivan den Grusomme. Vilkårene var, at der skulle herske våbenhvile mellem landene i 40 år og at en regulering af grænsen mellem landene hvilende på Nöteborg-traktaten skulle gennemføres.
Freden indebar, at status quo genoprettedes mellem landene. Grænsereguleringen blev aldrig bragt til udførelse, og forholdet mellem Sverige og Rusland forblev spændt.
En tidligere fredsaftale var indgået i Novgorod 1497.

## Baggrund
Lige side Nöteborg-traktaten 1323 havde der været konflikter mellem Sverige og Rusland. Årsagen var, at begge lande ønskede at beskatte befolkningen i grænseegnene. Storfyrsten af Moskva, Vasilij 3., ønskede at løse grænsespørgsmålet fredeligt, men på den betingelse at grænsen blev justeret i henhold til Nöteborg-traktaten. Efter en russisk trussel om krig afsluttedes 1510 en fred for 60 år. Uenigheden opstod, da grænsen skulle fastlægges.
1524 bekræftedes en fred af 1510 ved et møde i Novgorod. Fortsatte forhandlinger 1525 trak ud og ble vanskelige, idet de blev præget af gensidige beskyldninger om grænseovertrædelser. Desuden anså Vasilij 3., at Gustav Vasa var lavere i rang og derfor skulle forhandle med fyrsten i Novgorod, Ivan Obolenski. I maj 1527 afsluttedes en våbenstilstand de fortsat rådende ulige opfattelser om grænsedragningen, og det besluttedes at forhandle om grænsedragningen ved en senere lejlighed.
Efter Vasilij 3.s død 1533 skulle 1510 års-freden bekræftes, og den nye storfyrste Ivan 4. krævede, at grænsen skulle drages i henhold til Nöteborg-traktaten, hvilket var negativt for Sverige. Gustav Vasa lod meddele, at originalaftalen var forsvundet, og derfor skulle grænsen fastsættes i overensstemmelse med den nuværende bebyggelsesgrænse. 1535 godkendtes en fredsaftale for 60 år, og et grænsejusteringsmøde skulle holdes i 1538.
Forhandlingerne fortsatte de følgende år, og svenskerne gjorde alt for at udskyde grænseudredningen. Russerne fandt efter megen søgen deres eksemplar af Nöteborg-traktaten og overdrog en kopi til svenskerne, hvilket var besværende, då de ikke længere kunne undskylde sig med, at den gamle aftale var forsvundet. Ved grænsemødet 1538 udeblev de svenske repræsentanter, og grænsedragningen blev atter udskudt. Efter som ingen aftale om grænsen nåedes, ledte dette til flere konflikter med hærgninger og plyndringer mellem befolkningerne i grænseområdet.
1544 blev situationen kritisk, og der opstod en reel krigsfare mellem Sverige og Rusland, hvilket fremmedes af den finske adel. Gustav Vasa sluttede sig dog ikke til krigsplanerne. Et planlagt grænsemøde 1547 blev udskudt til 1550.
1554 nåede grænsetvisten atter et så kritisk stade, at risikoen for en krig syntes uundgåelig. På begge sider mobiliseredes tropper, og i begyndelsen af 1555 udbrød åben krig.

## Forhandlinger
Flere forsøg på at indlede fredsforhandlinger blev gjort i 1556, men mislykkedes. Ingen af parterne ville give sig, og endnu en gang opstod formelle problem, da Ivan 4. i egenskab af zar anså sig at være højere i rang end Gustav Vasa og derfor ville lade Novgorods fyrste Michail Glinskij klare forhandlingerne. Gustav Vasa ville ikke nedlade sig til dette men udså Vyborgs militærkommendant som sin repræsentant, hvilket ikke godtoges af fyrsten. Som ligestillet forhandler udsås derefter Gustav Vasas søn Johan efter, at denne var blevet udnævnt til hertug af Finland.
Efter disse formaliteter kunne forhandlingerne endelig indledes i Moskva i slutningen af februar 1557. Russernes udgangskrav var Nöteborg-traktaten fra 1323 og svenskernes, at den virkelige grænselinje skulle anerkendes som grænse. Ivan 4. holdt Gustav Vasa eneansvarlig for et krigsudbrud. I slutningen af marts gik Ivan 4. dog med til umiddelbar fred.
Delegationerne rejste efter overenskomsten til Novgorod, hvor freden endeligt blev bekræftet den 2. april.

## Vilkår
- Våbenstilstand skulle gælde i 40 år, det vil sige frem til Marie bebudelsesdag 25. marts 1597
- Grænseregulering skulle ske ved et møde på Kristi himmelfartsdag 20. juli 1559 i Noisniemi by ved Vuoksen
- Grænsereguleringen skulle baseres på Nöteborg-traktaten[3][4]

## Eftervirkning
Krigstilstanden ophørte med fredsaftalen, men tvisten om hvor, grænsen mellem Sverige og Rusland skulle gå, var ikke endeligt løst. I løbet af de to følgende år forberedte parterne sig på det planlagte grænsemøde ved at studere grænseområdet og oprette grænsefortegnelser for at vise hvilke dele, som tilhørte dem. Svenskerne havde to grænsefortegnelser: en kopi af originalaftalen og en, som blev udarbejdet ud fra tidligere grænsefortegnelser. Gustav Vasa gav ordre til den øverstbefalende på Vyborg slot om at tage rede på hvilken grænsefortegnelse, som var mest fordelagtig for Sverige.
Da det endelig blev tid for grænsemødet 1559, viste det sig, at ingen af parterne var villig at holde mødet, og det blev foreslået, at mødet skulle udskydes. I september 1560 døde Gustav Vasa, og fredsaftalen fornyedes i henholdt til traditionen af Erik 14. i 1561. Grænsedragningen blev da udskudt til Kristi himmelfartsdag 1572, og freden bekræftedes for 20 år.
Det var først ved freden i Teusina 1595 at den langtrukne grænsetvist mellem Sverige og Rusland endelig blev løst.